# 森村 (路易斯安那州)
森村（英語：Sun）是美国路易斯安那州下属的一座村镇。根据2010年美国人口普查，该市有人口470人。建置上，属于“village”。